# Cribellopora siri
Cribellopora siri är en mossdjursart som beskrevs av Gordon 1989. Cribellopora siri ingår i släktet Cribellopora och familjen Lacernidae. Inga underarter finns listade i Catalogue of Life.